# Sviatlana Sakhanenka
Sviatlana Sakhanenka, née le 26 octobre 1989 à Navapolatsk, est une fondeuse et biathlète biélorusse malvoyante.
Aux Jeux paralympiques d'hiver de 2018, qui sont ses premiers Jeux, elle remporte une médaille de bronze au 6 km en biathlon avec son guide Raman Yashchanka. Elle remporte ensuite l'or au 15 km en ski de fond, également avec Yashchanka.

## Palmarès

### Jeux paralympiques

#### Ski de fond
| Épreuve / Édition   | 1,5 km sprint | 7,5 km libre | 15 km classique |
| ------------------- | ------------- | ------------ | --------------- |
| JP 2018 Pyeongchang | Or            | Or           | Or              |

#### Biathlon
| Épreuve / Édition   | 6 km   | 10 km | 12,5 km |
| ------------------- | ------ | ----- | ------- |
| JP 2018 Pyeongchang | Bronze | -     | -       |